# 红烧土豆叶
罗昔书（1996年—2020年10月13日}），男，网名“红烧土豆叶”，生前系大连理工大学化工系研究生。因课题实验长期受挫可能面临延毕，于2020年10月13日凌晨2点在新浪微博发布一篇约两千字的遗书，在大连理工大学西部校区化工实验楼自缢身亡，死后遗书迅速在微博传播。